# Jättehemlock
Jättehemlock (Tsuga heterophylla) är en tallväxtart som först beskrevs av Constantine Samuel Rafinesque, och fick sitt nu gällande namn av Charles Sprague Sargent. Jättehemlock ingår i hemlocksläktet som ingår i familjen tallväxter. IUCN kategoriserar arten globalt som livskraftig. Jättehemlock eller Västamerikansk hemlock härstammar från västra Nordamerika. Den förekommer inplanterad i Sverige, men reproducerar sig inte. Inga underarter finns listade i Catalogue of Life.
Trädet har grenar i oregelbundna kransar, korta platta barr utgående från kuddformade utskott och små ovala kottar.
Arten förekommer i västra Nordamerika vid Stilla havet och upp på Kaskadbergen från Alaska över västra Kanada till norra Kalifornien. En annan population hittas i Columbia Mountains (del av Klippiga bergen). Jättehemlock når i bergstrakter 1800 meter över havet. Arten förekommer ofta tillsammans med sitkagran (Picea sitchensis). Jättehemlock har inga problem med skuggiga platser. Den ingår ofta i skogar men den kan bilda mindre grupper utan andra trädarter.
I Nordisk familjebok (1912, Uggleupplagan) nämns att barken användes för garvning av läder.

## Bildgalleri

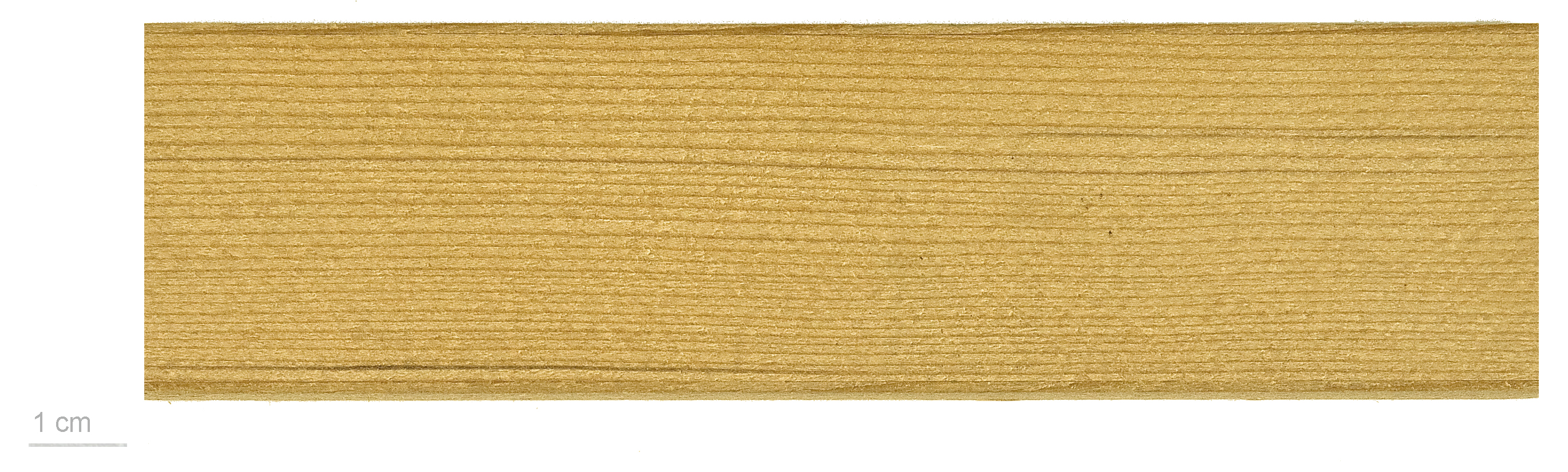
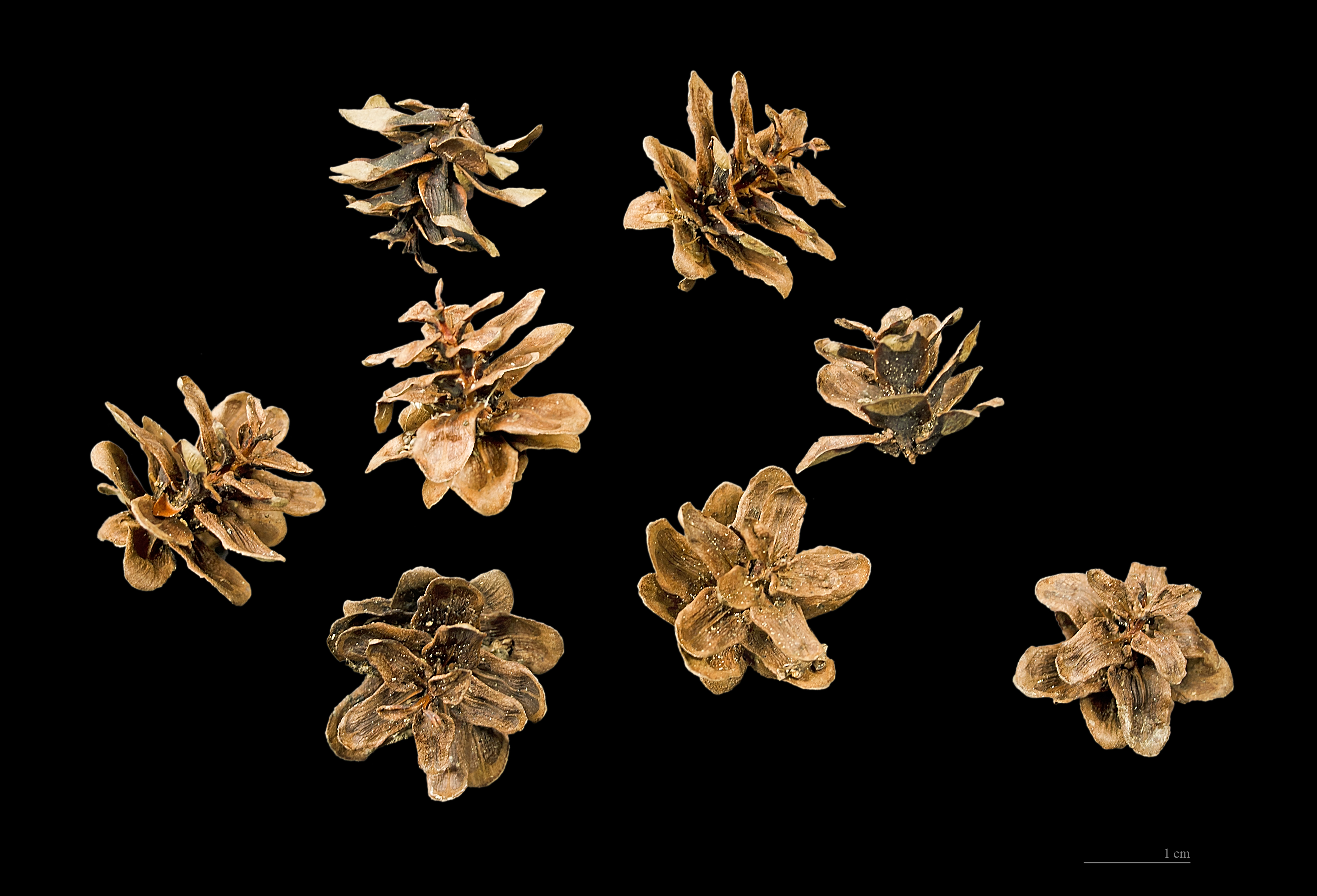
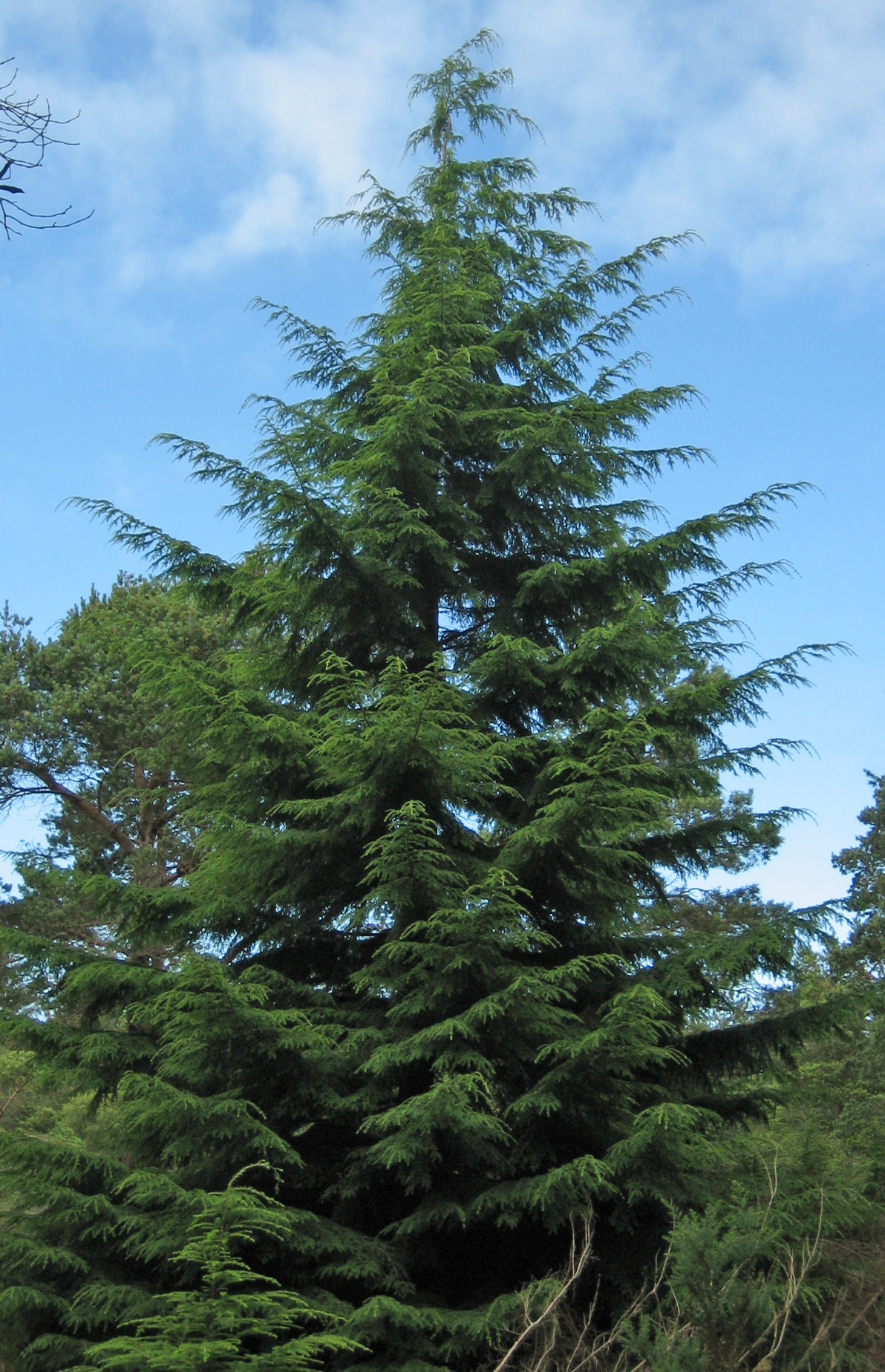
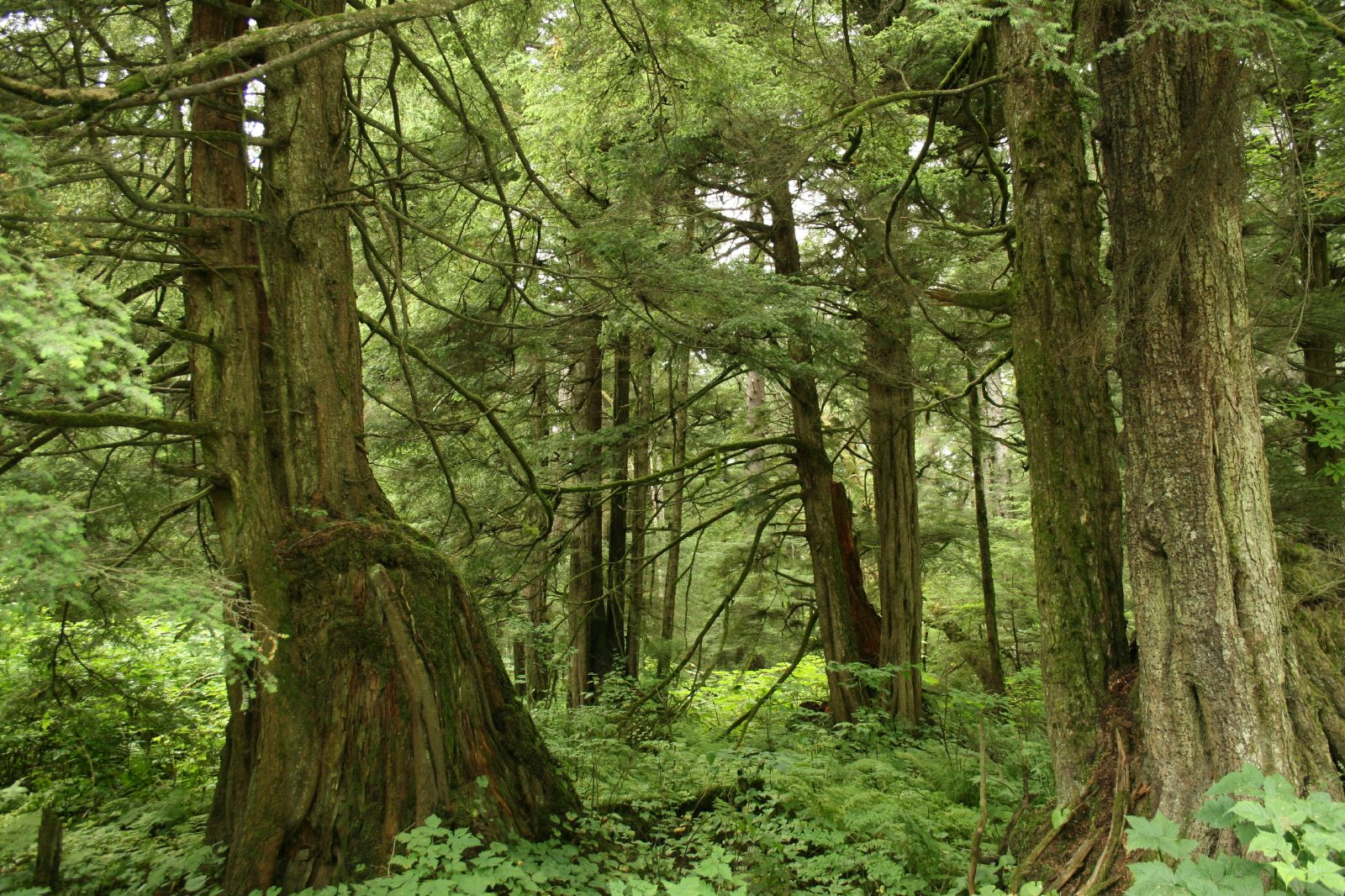
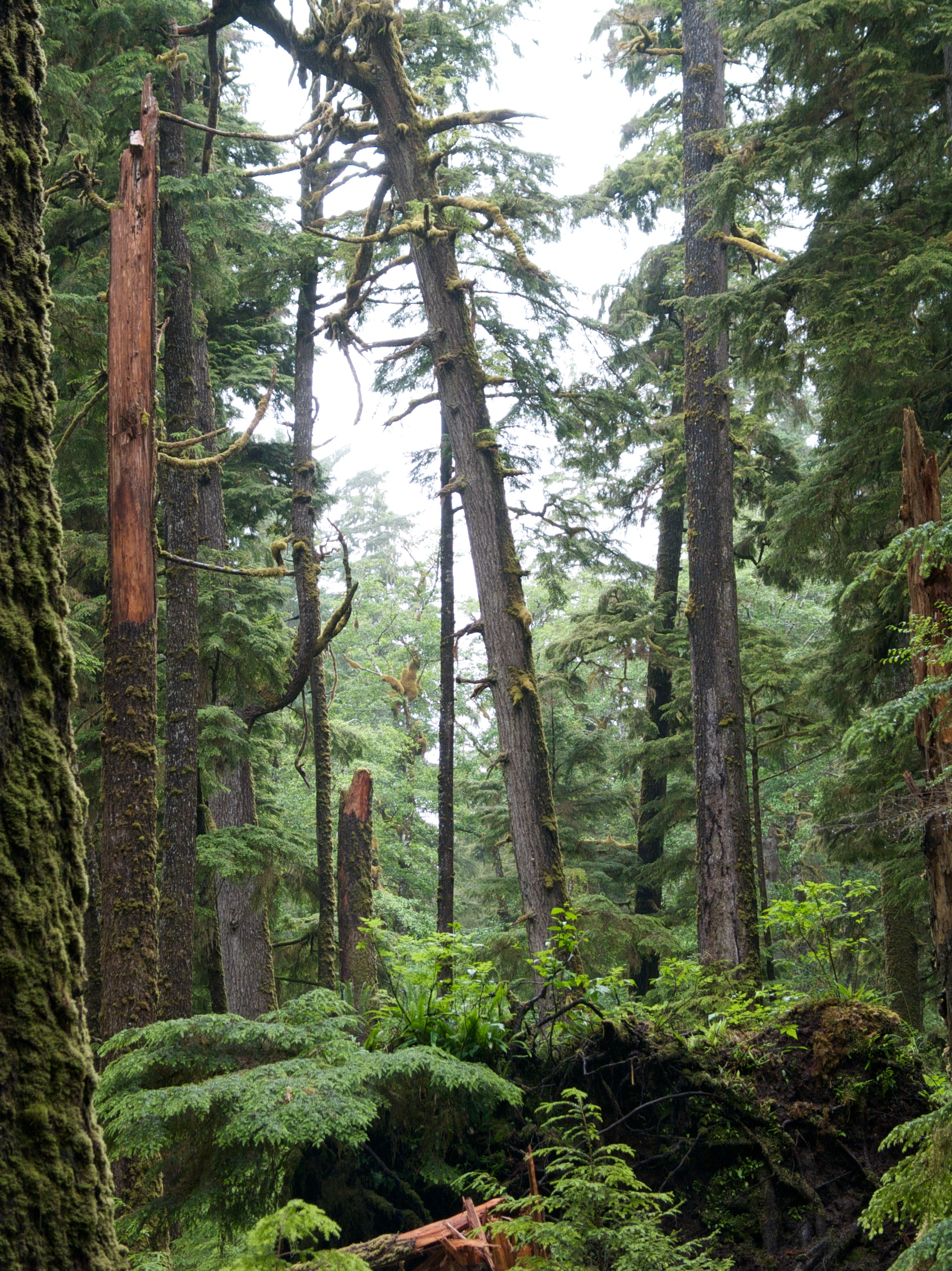
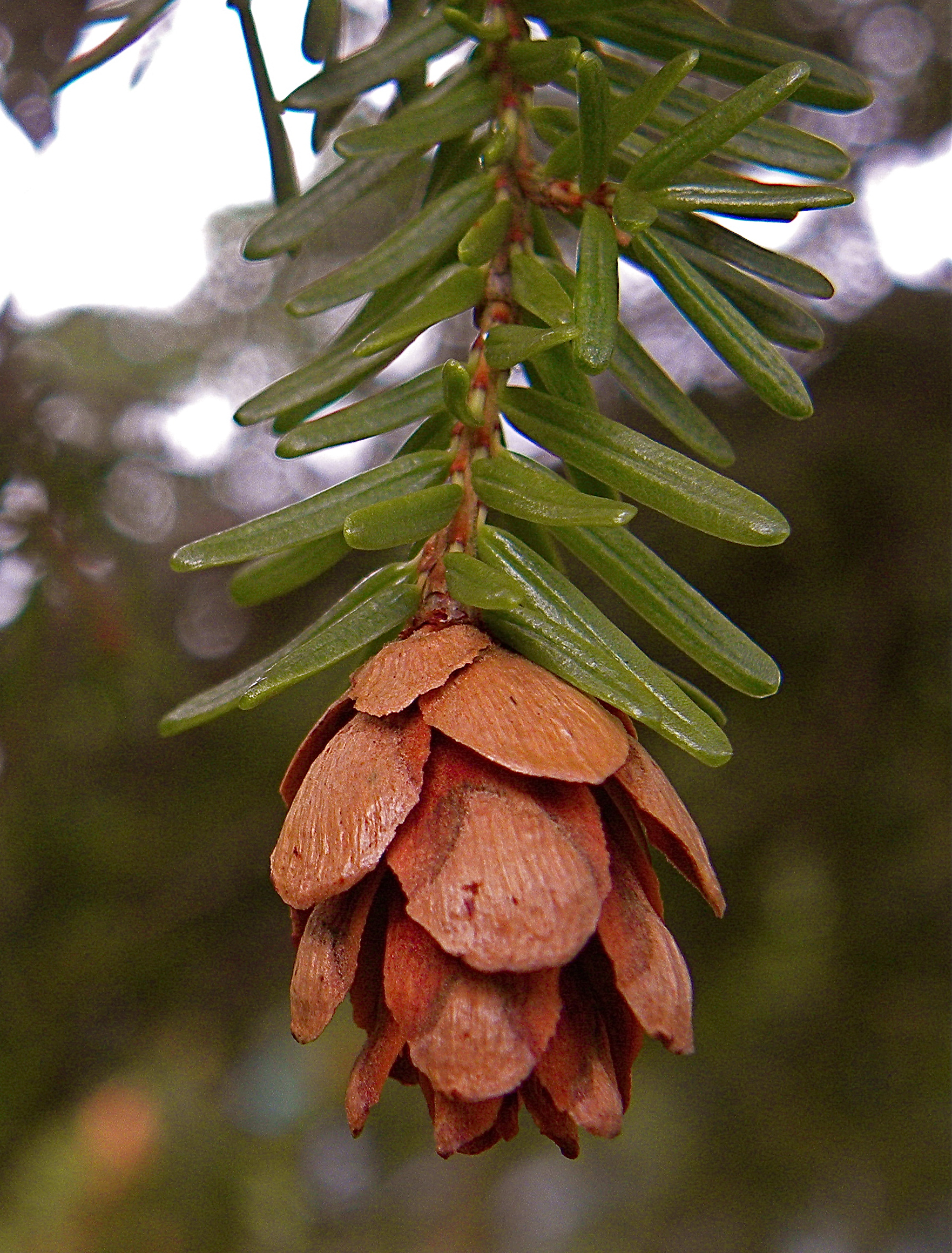